# Lee Yi-kyung
Lee Yi-kyung (hangul: 이이경, hancha: 李伊庚; ur. 8 stycznia 1989 w Cheongju) – południowokoreański aktor.
Zadebiutował w 2011 roku grając drobne role w serialach telewizyjnych, m.in. w Przybyłeś z Gwiazd (2013). Ukończył Seoul Institute of the Arts na kierunku aktorstwo.

## Filmografia

### Filmy
| Rok  | Tytuł                                     | Rola          |
| ---- | ----------------------------------------- | ------------- |
| 2011 | US-Japanese Barbershop (kor. 미일 이발관) |               |
| 2011 | Stitch Stitch (kor. 한땀한땀)             |               |
| 2012 | White Night (kor. 백야)                   | Tae-jun       |
| 2014 | Jeden na jednego                          | Shadow 1      |
| 2014 | Haejeok: Badaro gan sanjeok               | Cham-bok      |
| 2014 | Yaganbihaeng                              | uczeń         |
| 2017 | Gongjo                                    | Lee Dong-hoon |
| 2017 | Goemuldeul                                | Yang-hoon     |

### Telewizja
| Rok  | Tytuł                             | Rola                                  | Stacja telewizyjna |
| ---- | --------------------------------- | ------------------------------------- | ------------------ |
| 2011 | Neon naege banhaess-eo            | student muzyki                        | MBC                |
| 2012 | Szkoła 2013                       | Lee Yi-kyung                          | KBS2               |
| 2013 | Nine: Ahop beon-ui sigan-yeohaeng | Han Young-hoon (1992)                 | tvN                |
| 2013 | Kalgwa kkot                       | Tae-pyung                             | KBS2               |
| 2013 | Przybyłeś z Gwiazd                | Lee Shin                              | SBS                |
| 2014 | Trot-eui yeonin                   | Shin Hyo-yeol                         | KBS2               |
| 2014 | Wszyscy jesteście otoczeni.       | Shin Ki-jae                           | SBS                |
| 2014 | Drama Special: Bride in Sneakers  | Kyu-cheol                             | KBS2               |
| 2015 | Hanyeodeul                        | Heo Yoon-seo                          | JTBC               |
| 2015 | Choinsidae                        | Lee Yi-kyung                          | tvN                |
| 2015 | Yumi-ui bang                      | Jeon Na-baek                          | O'live TV          |
| 2015 | Cheo-eumiraseo                    | Choi Hoon                             | OnStyle            |
| 2016 | Taeyang-ui huye                   | Kang Min-jae                          | KBS2               |
| 2016 | Lustro czarownicy                 | Yo-kwang                              | JTBC               |
| 2017 | Ruby Ruby Love                    | Prezes przedsiębiorstwa biżuteryjnego | OnStyle            |
| 2017 | Go Back booboo                    | Go Dok-jae                            | KBS2               |
| 2019 | Hotel del Luna                    | Yu Oh (cameo, odc. 6)                 | tvN                |

### Programy rewiowe
| Rok  | Tytuł                                        | Uwagi                                                   | Stacja telewizyjna |
| ---- | -------------------------------------------- | ------------------------------------------------------- | ------------------ |
| 2011 | Guys Make Wonder                             |                                                         | XTM                |
| 2011 | Hangul Train Chipo                           |                                                         | EBS                |
| 2011 | Star Audition: The Great Birth               |                                                         | MBC                |
| 2013 | Let's Go! Dream Team Season 2                | gościnnie (odc. 176-178)                                | KBS2               |
| 2015 | Law of the Jungle in Yap Islands             | obsada                                                  | SBS                |
| 2015 | Our Neighborhood Arts and Physical Education | gościnnie (odc. 113)                                    | KBS2               |
| 2015 | Real Men season 2                            | obsada                                                  | MBC                |
| 2016 | Radio Star                                   | gościnnie (odc. 468)                                    | MBC                |
| 2016 | Two Yoo Project Sugar Man                    | gościnnie (odc. 29)                                     | JTBC               |
| 2016 | Tribe of Hip Hop                             | uczestnik                                               | JTBC               |
| 2017 | King of Mask Singer                          | uczestnik "A Gentleman in Rome, Gregory Peck" (odc. 97) | MBC                |

### Teledyski
| Rok  | Tytuł piosenki      | Artysta                     |
| ---- | ------------------- | --------------------------- |
| 2011 | „Do U Like Me”      | M.I.B                       |
| 2012 | „Alone” (kor. 홀로) | Jung Key feat. Kim Na-young |
| 2015 | „가슴뛰도록”        | SG Wannabe                  |
| 2015 | „좋은 기억”         | SG Wannabe                  |
| 2016 | „I don't want”      | Jung Key feat. Lee So-jung  |

## Nagrody i nominacje
| Rok  | Nagroda                     | Kategoria                                 | Wynik     |
| ---- | --------------------------- | ----------------------------------------- | --------- |
| 2014 | 7. Korea Drama Awards       | Najlepszy nowy aktor (Przybyłeś z Gwiazd) | Nominacja |
| 2015 | Honorary Korean Film Awards | Najlepszy nowy aktor                      | Wygrana   |